# Rick Price
Rick Price (Beaudesert, 6 luglio 1961) è un cantautore australiano, di genere rock e pop.
Price è celebre soprattutto per il suo disco d'esordio Heaven Knows (1992), contenente la omonima power ballad (campione di vendite e multiplatino nel mondo), oltre che per un duo con Margaret Urlich nel brano Where Is the Love.

## Biografia

### Gli esordi (1961-1992)
Rick Price nacque a Beaudesert, una cittadina nei pressi di Brisbane, nel Queensland, il 6 luglio 1961. Iniziò a suonare all'età di nove anni esibendosi con la band di famiglia, gli Union Beau. Riguardo al suo esordio, Price disse:
(Rick Price)
A 18 anni Price fuggì a Sydney e continuò a lavorare come musicista, suonando il basso con varie formazioni locali, talvolta dedicandosi a registrazioni in studio e piccoli tour. Durante la metà degli anni ottanta, Rick si concentrò maggiormente sul suo cantato. Il suo timbro inedito fu subito notato e nel 1988 fu invitato a cantare Celebration of a Nation, brano composto per l'Australian Bicentenary. Fu il primo passo verso la sua carriera solista.
Price iniziò a scrivere il suo materiale sul finire degli anni'80.
(Rick Price)
Questo singolo fu dato alle stampe nel febbraio 1992, ottenendo numerosi passaggi radio e video e arrivando alla posizione numero 5 nazionale. Rimase inoltre per 20 settimane nella top 100 australiana.

### Heaven Knows(1992-1995)
Nel marzo 1992 fu pubblicato un secondo singolo, Heaven Knows. Fu un altro brano da top 10 che divenne disco d'oro e fece da lancio definitivo alla carriera di Price. A maggio Rick Price fu invitato a suonare all'evento Wizard of Oz di Los Angeles, dove si esibì al fianco di Tina Arena e altri cantanti country. A giugno, il suo disco di debutto Heaven Knows fu pubblicato in Australia. Entrò alla posizione numero 3 delle classifiche e rimase nella top 100 per tutta la restante parte dell'anno.
Ad agosto, Heaven Knows fu pubblicato in Germania, Italia, Norvegia, Svizzera, Regno Unito, Svezia, Paesi Bassi, Danimarca, Belgio, Grecia, Paesi Bassi, Israele, Thailandia, Malaysia, Indonesia, Singapore, Filippine, Portogallo e Finlandia; in gran parte di questi Paesi, il disco entrò in classifica. A settembre Price partì per un tour australiano e poi per l'Europa, facendo oltre 100 interviste e 20 apparizioni televisive. A ottobre tornò in Europa e poi fece 3 tappe in Asia.
Nel novembre 1992 ritornò in Australia dove vinse il premio Song of the Year Award con Heaven Knows agli APRA Awards. Nel dicembre fu invitato in Germania per suonare durante un grande show televisivo. 36 ore dopo, era già a Manila dove fece 6 apparizioni tv e 2 in radio. Heaven Knows fu primo in classifica per 4 settimane a Manila, mentre Not A Day Goes By si fermò alla Top 5. Nelle Filippine, Heaven Knows fu numero 1 in tutto novembre e dicembre, vendendo inoltre 250 000 copie in Asia.
(Rick Price)
Tra il gennaio e il febbraio 1993, Price si esibì ancora in un tour in Australia. Ad aprile fu nominato per 3 ARIA Awards e nella cerimonia si esibì nella reinterpretazione di Peter Allen Tenterfield Saddler. A maggio suonò lo stesso brano al Good Morning America, performance eseguita davanti a 5 milioni di persone.
Nel luglio 1993, Heaven Knows uscì in America e Canada, il tutto mentre Rick Price continuava ad esibirsi in Australia, in un tour di grande successo e accompagnato da continui sold out. Ad ottobre Rick suonò nel Sud Est Asiatico, esibendosi in sette show in nove giorni, con biglietti tutti esauriti. Si esibì anche al Sentosa Music Festival di Singapore davanti a 15 000 persone, per poi volare in Corea.
Price prese parte ancora allo show 'Wizards of Oz' in Giappone, dopo aver vinto il premio Song of the Year con il brano Walk Away Renee e l'Album of the Year con Heaven Knows agli Australian Music Awards. In Giappone fu invece premiato con il 1993 Australian Export Award, a riconoscimento del suo successo internazionale. Nello stesso mese, prese vita il duo con la cantante australiana Margaret Urlich nel brano Where Is The Love, singolo di notevole successo.
A dicembre, Price fu invitato ai Singapore Music Awards come special guest. Vinse il Song of the Year con la canzone Heaven Knows, prima di tornare in Australia per un altro tour, con tappa all'evento itinerante Carols by Candlelight. Rick concluse l'anno vincendo il Advance Australia Foundation award, a riconoscimento del contributo fatto per la crescita e il riconoscimento dell'Australia nel mondo.
Durante il 1994 Price, fermo da tour, si prese una pausa, durante la quale iniziò a scrivere i brani per il suo seguente album. Da settembre a dicembre 1994 fu occupato a registrare il suo nuovo disco in uno studio di registrazione di Melbourne.

## Discografia
- 1992 - Heaven Knows
- 1993 - Songs From The Heart
- 1993 - If You Were My Baby
- 1995 - Tamborine Mountain
- 1999 - Another Place
- 2003 - A Million Miles
- 2007 - 2 Up (con Mitch Grainger)
- 2008 - Revisited

## Premi e nomination

### ARIA Awards
| Anno | Premio                        | Brano              | Risultato |
| ---- | ----------------------------- | ------------------ | --------- |
| 1993 | Breakthrough Artist - Single  | Not a Day Goes By  | Nominato  |
| 1993 | Best New Talent               | Not a Day Goes By  | Nominato  |
| 1993 | Breakthrough Artist - Album   | Heaven Knows       | Nominato  |
| 1994 | Best Adult Contemporary Album | Where Is the Love? | Nominato  |
| 1995 | Best Male Artist              | River of Love      | Nominato  |